# Carlos Fernández González
Carlos Fernández González (* 29. September 1966 in Mexiko-Stadt) ist ein mexikanischer Industriemanager.
González studierte Ingenieurwissenschaften an der Anahuac-Universität. Seit 1997 ist er CEO der Grupo Modelo. Die Grupo Modelo begann ab diesem Zeitpunkt zu wachsen und wurde die siebtgrößte Brauereigruppe der Welt mit Exporten in mehr als 180 Länder.
Fernandez ist Mitglied in verschiedenen Gremien und verschiedenen Organisationen in Mexiko und im Ausland, einschließlich Banco Santander und Grupo Modelo. Er gründete die Academia Mexicana de la Comunicación, die Fundación Carolina (Mexiko-Kapitel) und die Fundación Beca und leitete den Consejo Consutivo del Agua sowie den Consejo de la Comunicación.